# Tommaso Corallo
Tommaso Corallo (Gallipoli, 7 agosto 1910 – Lecce, 8 aprile 1997) è stato un arbitro di calcio italiano.

## Carriera
Tommaso Corallo è stato uno dei più prestigiosi arbitri della Sezione A.I.A. di Lecce.
Ha esordito nel massimo campionato italiano dirigendo la partita Modena-Lucchese (3-0) dell'11 gennaio 1948.
In Serie A ha diretto 89 partite in nove stagioni calcistiche, il suo ultimo arbitraggio è avvenuto durante la partita Napoli-Palermo (4-1) del 9 giugno 1957. Ha diretto 65 partite in Serie B (conteggiate solo quelle a partire dalla stagione 1950-1951).
Nella stagione 1956-1957 è stato premiato dall'AIA con il Premio Giovanni Mauro, premio che spetta al miglior arbitro della stagione.